# Eunotus
Eunotus is een geslacht van vliesvleugeligen uit de familie Pteromalidae. De wetenschappelijke naam van dit geslacht is voor het eerst geldig gepubliceerd in 1834 door Walker.

## Soorten
Het geslacht Eunotus omvat de volgende soorten:
- Eunotus acutus Kurdjumov, 1912
- Eunotus aequalivena Xiao & Huang, 2001
- Eunotus americanus Girault, 1915
- Eunotus antshar Nikol'skaya, 1954
- Eunotus applanatus Xiao & Huang, 2001
- Eunotus areolatus (Ratzeburg, 1852)
- Eunotus cretaceus Walker, 1834
- Eunotus gossypii Risbec, 1951
- Eunotus hofferi Boucek, 1972
- Eunotus kocoureki Boucek, 1972
- Eunotus lividus Ashmead, 1892
- Eunotus merceti Masi, 1931
- Eunotus nigriclavis (Förster, 1856)
- Eunotus obscurus Masi, 1931
- Eunotus orientalis Chumakova, 1956
- Eunotus parvulus Masi, 1931
- Eunotus strenus Xiao & Huang, 2001